# 스테판 마주르키에비치
스테판 마주르키에비치(폴란드어: Stefan Mazurkiewicz, 1888~1945)는 폴란드의 수학자이다. 해석학과 일반위상수학에 공헌하였다.

## 생애
1888년 바르샤바에서 태어났다. 아버지는 변호사였다. 이후 리비우 대학교에 입학하였으며, 뮌헨 대학교 · 괴팅겐 대학교에서 유학한 뒤 1913년에 바츠와프 시에르핀스키 밑에서 리비우 대학교에서 박사 학위를 수여받았다.
1915년에 제1차 세계 대전 동안 독일 제국과 오스트리아-헝가리 제국은 러시아 제국으로부터 폴란드를 점령하고, 폴란드 섭정왕국이라는 괴뢰 정부를 설립하였다. 1915년에 마주르키에비치는 바르샤바 대학교의 교수가 되었다. 전후 폴란드는 폴란드 제2공화국으로서 독립하였다. 폴란드-소비에트 전쟁 (1919~1921) 동안 마주르키에비치는 암호 해독을 연구하였다.
1939년에 제2차 세계 대전 동안 나치 독일은 폴란드를 점령하였다. 1944년의 바르샤바 봉기 이후 나치 독일은 바르샤바를 계획적으로 파괴하였으며, 이 동안 마주르키에비치가 집필하고 있던 확률론에 대한 원고가 손실되었다. 1945년 1월 14일에 소비에트 연방군이 바르샤바를 나치 독일로부터 점령하였으며, 같은 해 5월에 나치 독일은 항복하였다. 전후 마주르키에비치는 폴란드 수학계의 재건에 노력하였으나, 같은 해 6월 19일에 바르샤바 근처의 그로지스크마조비에츠키(폴란드어: Grodzisk Mazowiecki)의 병원에서 사망하였다.